# قورباغه شاخ‌دار پالاوان
قورباغه شاخ‌دار پالاوان (نام علمی: Megophrys ligayae) نام یک گونه از تیره قورباغه‌های خاشاک است. ابن قورباغه بوم‌زاد جزیره بالاباک و جزیره پالاوان می‌باشد. زیستگاهش جنگل است. این گونه با تخریب زیستگاه روبه‌رو شده است.